# Djehutihotep
Djehutihotep (fl. XIX secolo a.C.) è stato un governatore egizio (nomarca) del 15° nomo dell'Alto Egitto con capoluogo Ermopoli, durante la XII dinastia.

## Biografia
Vissuto durante i regni di Amenemhat II, Sesostri II e Sesostri III, Djehutihotep fu uno dei più potenti nomarchi del Medio Regno; la sua tomba, l'unica della necropoli di Deir el-Bersha che non subì danneggiamenti dagli esplosivi dei cavatori, è nota per l'altissima qualità delle decorazioni al suo interno. Anche basandosi su ciò, si ritiene che la sua morte avvenne prima dell'attuazione, da parte di Sesostri III, di seri provvedimenti mirati all'abolizione dei distretti provinciali, da secoli fonte di tendenze indipendentiste.
Due stipiti in pietra calcarea della tomba, acquistati da Ernesto Schiaparelli nel 1891-1892 ed oggi al museo archeologico nazionale di Firenze (inv. n. 7596 e 7597), elencano i numerosi titoli civili e religiosi di Djehutihotep, tra i quali: tesoriere del faraone, Unico amico, soprintendente dei sacerdoti. Sul fondo degli stipiti è raffigurato il possessore della tomba.
Ciò nonostante, Djehutihotep è noto soprattutto per la celebre decorazione dall'interno della sua tomba che rappresenta il trasporto, compiuto da 172 operai mediante corde ed una slitta, di una statua colossale alta quasi 7 metri a sua immagine. Nella rappresentazione sono mostrati degli operai che versano acqua davanti alla statua. Fino a poco tempo fa si riteneva che l'acqua venisse versata come rituale di purificazione. Un recente studio ha rilevato che il versare acqua sulla sabbia servisse a ridurre lo sforzo, necessario a trascinare la statua, fino al 50%

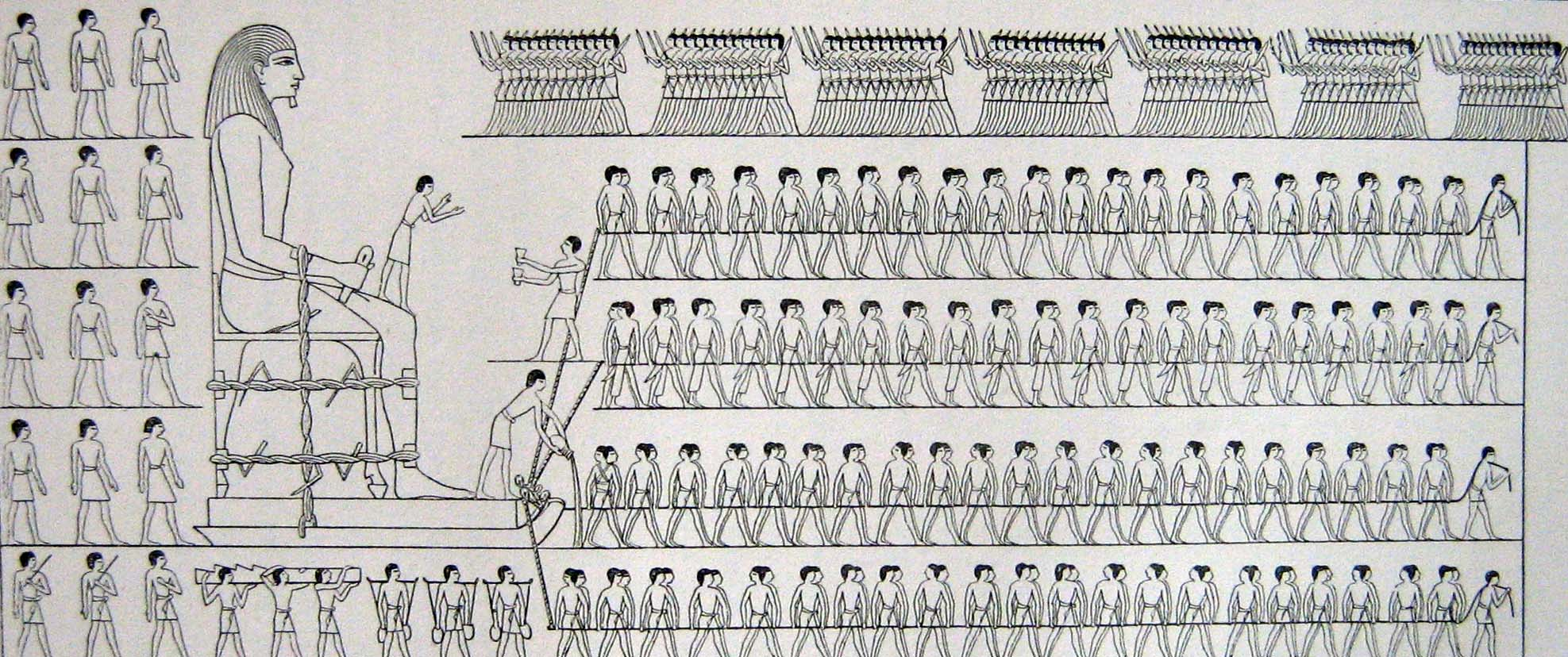
Disegno della scena del trasporto della statua.